# Pembroke, Ontario
Pembroke är en stad i Ontario i Kanada. Invånarna uppgick 2011 till 16 146 i antal.